# Rugrats
Rugrats (englisch für Hosenscheißer oder Kleinkinder, wörtliche Übersetzung Teppichratten) ist eine Zeichentrickserie, die der Fernsehsender Nickelodeon in Kooperation mit der Produktionsfirma Klasky Csupo produzierte. Die Serie lief von 1991 bis 1994. 1995 und 1996 erschienen jeweils ein Special, ehe die Serie wiederaufgenommen und von 1997 bis 2004 mit neuen Folgen im Fernsehen fortgesetzt wurde.
Zu Rugrats wurde die Nachfolgeserie All Grown Up – Fast erwachsen produziert.

## Rahmenhandlung
In der Serie geht es um eine Gruppe von Babys zwischen einem und drei Jahren, die mit ihrer Sicht auf die Welt jede Menge Abenteuer erleben. Der einjährige Tommy Pickles ist wohl die wichtigste Figur der Serie, gefolgt von Chuckie, den Zwillingen Phil & Lil sowie der 3-jährigen Angelica, die meist versucht, den anderen Kindern einen Streich zu spielen oder sich sonst nicht nett gegenüber den anderen benimmt. Auch die Eltern der Kinder sowie Tommys Hund Spike sind oft in der Serie zu sehen.

## Charaktere
Thomas „Tommy“ Louis Pickles ist das abenteuerlichste Baby der Gruppe. Sein draufgängerisches Vorgehen sorgt meistens für Ärger. Außerdem ist er der Anführer der Gruppe. Tommy wurde nach dem Sohn von Paul Germain, einem der Erfinder der Serie, benannt.
Dylan „Dil“ Prescott Pickles ist Tommys jüngerer Bruder und im Gegensatz zu den anderen noch ein echtes Baby. Eingeführt wurde er in „The Rugrats Movie“.
Angelica Charlotte Pickles ist Tommy und Dils Cousine, die immer den Boss der Babys spielen will. Sie ist etwa 3 Jahre älter als die anderen. In Gegenwart von Erwachsenen spielt sie das brave Mädchen, aber bei den Babys sorgt sie meistens für Ärger.
Charles „Chuckie“ Crandall Finster III ist Tommys bester Freund. Er ist der Ängstlichste in der Gruppe, wobei er besondere Angst vor Clowns hat. Er ist der einzige 2-Jährige in der Gruppe.
Philip „Phil“ Richard Paul und Lillian „Lil“ Marie Jill DeVille sind Zweieiige Zwillinge (Junge und Mädchen) die immer zusammen sind. Beide mögen es im Dreck zu spielen und lieben es, Käfer und Würmer zu essen.
Kimi Watanabe-Finster ist Chuckies jüngere Stiefschwester und wurde im zweiten Rugrats Film, „Rugrats in Paris: The Movie“ eingeführt. Kimi ist ein sehr fröhliches Mädchen, das meistens lächelt.
Susanna „Susie“ Yvonne Carmichael ist eine Freundin der Babys, die in der Nachbarschaft wohnt. Sie ist ungefähr in Angelicas Alter. Sie hat zwei ältere Brüder, Edwin und Buster und eine ältere Schwester Alisa.
Stuart „Stu“ Pickles ist Tommy und Dils Vater. Er hat auch noch einen Bruder Drew Pickles, Angelicas Vater, mit dem er sich immer wieder einmal streitet. Didi Pickles ist seine Frau. Stu ist ein etwas lebensuntüchtiger Unternehmer, dessen Spezialität es ist, merkwürdiges Spielzeug für seine Firma zu entwickeln, die unter dem Namen Pickles Industries eingetragen ist.
Didi Pickles (Geburtsname: Kerpackter) ist Tommy und Dils Mutter. Sie ist eine Art Über-Mutter, die jeden Schritt von ihren Kindern überwacht und darüber mit dem Kinderpsychologen Dr. Lipschitz redet, um sicher zu sein, dass ihre Kinder auf richtige Art und Weise aufwachsen.
Louis Kalhern „Lou“ Pickles ist Tommy und Dils Opa. Er schwelgt oft in alten Zeiten und erzählt ausgiebig davon. Allerdings scheint er sich manchmal nicht mehr ganz richtig zu erinnern. Außerdem schläft er oft einfach ein.
Spike ist der Hund der Pickles.
Reptar ist ein grüner Dinosaurier, der an Godzilla erinnert. In Rugrats ist er nur ein fiktives Filmmonster. Um ihn herum gibt es in der Serie viele Merchandising-Produkte und sogar den Euro Reptarland Park in „Rugrats in Paris: The Movie“.
- Siehe auch: All Grown Up – Charaktere

### Synchronisation
Die Synchronisation wurde vom Studio Hamburg Synchron in Hamburg erstellt. Für Buch und Regie war Michael Grimm verantwortlich.
| Figur        | Originalsprecher                     | Deutscher Synchronsprecher |
| ------------ | ------------------------------------ | -------------------------- |
| Tommy        | E.G. Daily                           | Angela Quast               |
| Dil          | Tara Strong                          | Tanja Schumann             |
| Angelica     | Cheryl Chase                         | Monika Barth               |
| Chuckie      | Christine Cavanaugh Nancy Cartwright | Eva Michaelis              |
| Kimi         | Dionne Quan                          | Verena Herkewitz           |
| Phil         | Kath Soucie                          | Reinhilt Schneider         |
| Lil          | Kath Soucie                          | Micaëla Kreißler           |
| Susie        | Cree Summer                          | Daniela Reidies            |
| Stu Pickles  | Jack Riley                           | Klaus-Peter Kaehler        |
| Didi Pickles | Melanie Chartoff                     | Katja Brügger              |
| Lou Pickles  | David Doyle Joe Alaskey              | Wolf Rahtjen               |

## Hintergrund
Nachdem 1994 die Produktion an der Serie endete, wiederholte Nickelodeon die Episoden nur noch. 1995 und 1996 wurden lediglich jeweils ein Special ausgestrahlt. Der US-Sender setzte die Serie 1997 in die Prime-Time, dadurch erhielten die Rugrats wieder hohe Einschaltquoten und die Serie wurde wieder beliebter. Nach diesem Erfolg durch Wiederholungen brachte man 1998 den ersten Film in die Kinos. Rugrats – Der Film wurde ein voller Erfolg und brachte über 100 Millionen US-Dollar ein. Mit Rugrats in Paris – Der Film kam 2000 ein zweiter Kinofilm, 2003 folgte dann Die Rugrats auf Achse, der aber nicht mehr so erfolgreich war wie der erste Film.
Außerdem produzierte der Sender beziehungsweise Klasky Csupo im Jahr 2003 noch eine Spin-off-Serie mit dem Titel All Grown Up – Fast erwachsen, in der alle Rugrats-Personen neun Jahre älter sind. Der Spin-off basiert auf dem Rugrats-Zweiteiler „Fast Erwachsen“ (All Growed Up). So kann diese Folge auch als „Episode 0“ von All Grown Up – Fast erwachsen gesehen werden. NICK begann am 21. August 2006 mit der Ausstrahlung des Spin-offs.

## Filme
- 1998 – Rugrats – Der Film (Rugrats – The Movie)
- 2000 – Rugrats in Paris – Der Film (Rugrats in Paris: The Movie)
- 2003 – Die Rugrats auf Achse (Rugrats Go Wild!)

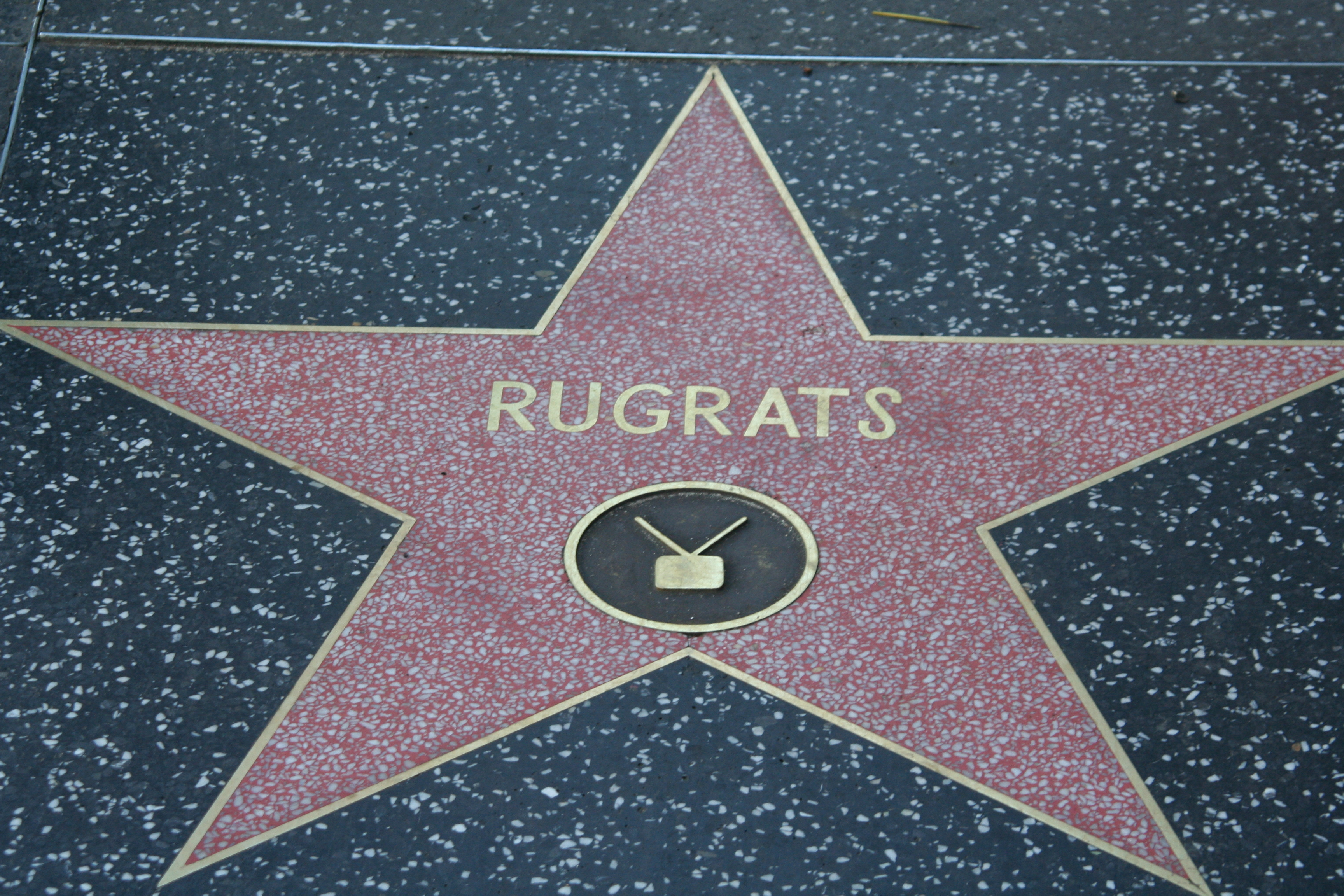
Stern auf dem Hollywood Walk of Fame.

## Auszeichnungen
- Nickelodeon Kids’ Choice Awards: Bester Cartoon (1996–2001)
- Die Rugrats haben einen Stern am Hollywood Walk of Fame.

## DVD-Veröffentlichung
Seit 2014 sind alle Staffeln in den USA auf DVD erhältlich.